# Krupski Młyn (gmina)
Pour les articles homonymes, voir Krupski Młyn (homonymie).
La gmina de Krupski Młyn est une commune rurale de la voïvodie de Silésie et du powiat de Tarnowskie Góry. Elle s'étend sur 39,42 km2 et comptait 3 543 habitants en 2006. Son siège est le village de Krupski Młyn qui se situe à environ 23 kilomètres au nord-ouest de Tarnowskie Góry et à 45 kilomètres au nord-ouest de Katowice.
La gmina comprend les localités de Krupski Młyn, Potępa et Ziętek.

## Villes et gminy voisines
La gmina de Krupski Młyn est voisine de la ville de Lubliniec et des gminy de Pawonków, Tworóg, Wielowieś et Zawadzkie.